# 在西方的目光下
《在西方的目光下》（英語：Under Western Eyes）是约瑟夫·康拉德的一部小说，出版于1911年。故事发生在俄国的圣彼得堡和瑞士的日内瓦，被视为康拉德对在《罪与罚》中所探讨的主题的反应，康拉德因厌恶陀思妥耶夫斯基而出名。有人说，这也是康拉德对自己早年生活的反应，他的父亲是被俄国人囚禁的著名革命家，但是，康拉德并没有追随父亲的脚踪，而是在十六岁时，离开了自己的祖国，直到几十年后才短暂返回。:89 事实上，康拉德在写《在西方的目光下》时，经历了长达数周的崩溃，在写作期间，他用波兰语与小说中的人物交谈:244。
这部小说被认为是康拉德的主要作品之一，在题材上与《间谍》密切相关。它充满了对革命运动和理想的历史性失败的冷嘲热讽和抵触。康拉德在这本书中，和其他人一样，就生命的非理性、性格的不一性、 对无辜者和穷人造成苦难的不公平，以及对我们共同生活者生命的漠视等问题，发表了看法。
这本书的第一批读者是在1905年俄国革命失败后阅读此书。第二批读者则是在1917年的俄国革命之后阅读，改变了读者对作者洞察力的看法。
康拉德在1911年写信给爱德华·加内特说：“ ...在这本书中，我关心的只是想法，排除其他的一切”。